# ألكسندر إم. كرويشانك
ألكسندر إم. كرويشانك (بالإنجليزية: Alexander M. Cruikshank)‏ هو كيميائي أمريكي، ولد في 13 ديسمبر 1919، وتوفي في 10 يونيو 2017.